# Септимії
Септимії (лат. Septimii) — давньоримський плебейський рід, що належав, імовірно, до Квиринської триби, з представників якого найбільш відомі:
- Гай Септимій — претор 57 року до н. е., який наполягав на поверненні Цицерона з засилання[3][2]; після керував провінцією Азія. Згаданий Целієм Руфом серед сенаторів, присутніх при запису постанови від 29 вересня 51 до н. е.., коли вирішувалося питання про заочне позбавлення Цезаря своїх провінцій[1]. Можливо, ідентичний Септимію, зрадженому наприкінці 43 року до н. е. власною дружиною[4][5].

- Публій Септимій (Publius Septimius Geta) — квестор Марка Теренція Варрона в Іспанії, якому останній присвятив три книги «De lingua latina».

- Луцій Септимій — військовий трибун, який служив під начальством Помпея під час піратської війни. Пізніше він вирушив з Габінієм в Єгипет і після поновлення на єгипетському троні Птолемея Авлета залишився в Єгипті для захисту царя. Септимій був одним з убивць Помпея при висадці останнього на єгипетський берег[2].

- Авл Септимій Серен (Aulus Septimius Serenus) — римський лірик, сучасник Теренциана Мавра (II століття). Йому належав, між іншим, вірш, відомий під заголовком «Opuscula ruralia», від якого збереглося початок (див. «Poetae Latini Minores», вид. Wernsdorf'a, т. II, 279)[2].

- Луцій Септимій — автор латинської обробки казкової історії Троянської війни (IV століття). Твір цей, оригінал якого приписувався критянину Діктісу (Dictys Cretensis), належить до розряду казкової літератури пригод. Мова штучно-архаїчна, в стилі Саллюстієвої прози, відрізняється безліччю поетичних зворотів і пізніх словотворів. Автор широко користувався, між іншим, словником Корнелія Непота, Лівія, Вергілія та ін. Питання про оригінальність латинської обробки залишалося спірним; більшість визнавало, що грецького оригіналу зовсім не було. Доказом оригінальності латинської редакції служить та обставина, що грек Малала (кінець VI століття), для якого грецькі джерела були доступнішими, користувався для своєї хронографії не грецьким оригіналом, а латинською обробкою. Твір Септимія присвячено Квінту Арадію Руфіна, міському префекту в 312—313 роках. Він широко поширився в середні століття, ставши одним із джерел середньовічних сказань про Троянську війну[2].